# Lupionópolis
Lupionópolis là một đô thị thuộc bang Paraná, Brasil. Đô thị này có diện tích 121,067 km², dân số năm 2007 là 4521 người, mật độ 36,59 người/km².